# Bouati Mahmoud
Bouati Mahmoud (în arabă بوعاطي محمود) este o comună din provincia Guelma, Algeria.
Populația comunei este de 9.658 de locuitori (2008).